# Салфур Спрингс (округ Џеферсон, Арканзас)
Салфур Спрингс (енгл. Sulphur Springs, Jefferson County) насељено је место без административног статуса у америчкој савезној држави Арканзас.

## Демографија
По попису из 2010. године број становника је 1.101.
| Група             | 2000.    | 2010.       |
| Белци             | 0 (0,0%) | 984 (89,4%) |
| Афроамериканци    | 0 (0,0%) | 69 (6,3%)   |
| Азијати           | 0 (0,0%) | 9 (0,8%)    |
| Хиспаноамериканци | 0 (0,0%) | 15 (1,4%)   |
| Укупно            | 0        | 1.101       |